# Tony Vidmar
Anthony Vidmar (Adelaide, 4 luglio 1970) è un allenatore di calcio ed ex calciatore australiano di origine italo-slovena, di ruolo difensore, assistente della nazionale australiana e commissario tecnico della nazionale olimpica e Under-23 dell'Australia.
È fratello di Aurelio Vidmar.

## Carriera

### Club
Tony Vidmar ha giocato in Australia con l'Adelaide City e il Central Coast Mariners.
Ha giocato per diversi anni anche in Europa, militando nel Middlesbrough, nei Rangers di Glasgow e nel NAC Breda.
I suoi successi più importanti li ha ottenuti con i Rangers,giocando più di 100 partite e vincendo per due volte il campionato e per tre la Coppa di lega.

### Nazionale
Ha debuttato con la Nazionale australiana nel 1991 giocando 76 partite e segnando 3 gol.
È stato una delle pedine fondamentali per la qualificazione ai Mondiali del 2006 in Germania.
Si è ritirato dall'attività agonistica il 14 febbraio 2008 per problemi al cuore.